# Pentòmino

Els dotze possibles pentòminos, en la notació de Golomb.

Un pentòmino és una figura geomètrica plana de tipus poliòmino formada per cinc quadrats units pels costats. S'anomenen amb lletres de l'abecedari i només n'hi ha 12 de diferents, ja que els pentòminos que s'obtenen per simetria axial o rotació no es consideren. Considerant reflexions n'hi ha 18, i si s'hi inclouen les rotacions llavors n'hi ha 63 de diferents.
La paraula té origen grec πέντε (pente, cinc) i el (-omino) de dòmino. En castellà s'anomena pentominó, i en francès i anglès pentomino.
Els trencaclosques d'ompliment d'una graella mitjançant pentòminos són populars en matemàtiques recreatives. Cadascun dels dotze pentòminos satisfà el criteri de Conway, és a dir, és capaç d'omplir el pla. De fet, cada pentòmino pot omplir el pla sense ser reflectit.

## Història
Els pentòminos van ser formalment definits pel professor americà Solomon W. Golomb el 1953, i més tard al seu llibre del 1965 titulat Polyominoes: Puzzles, Patterns, Problems, and Packings. Van ser introduïts al públic general per Martin Gardner al 1965 mitjançant una publicació a la revista Scientific American. Golomb va ser qui els va anomenar, considerant la d de la paraula dòmino com si vingués del grec di (dos), i a partir d'aquí definint tota una família de poliòminos. Golomb també va assignar una lletra a cada pentòmino segons la seva semblança, tot i que més tard John Conway en va fer una notació alternativa que utilitzava lletres consecutives alfabèticament. Aquesta notació alternativa es fa servir en el joc de la vida.